# Бемоль
Бемо́ль (фр. bémol — «бэ мягкое») — знак альтерации, обозначающий понижение стоящих справа от него нот на один хроматический полутон. Ставится либо после ключа, либо перед отдельными нотами. В первом случае действует до следующего ключа, во втором до конца такта (в пределах одной октавы) или явной отмены знаком бекар. Одинарный бемоль обозначается символом {\displaystyle \flat }, похожим на строчную латинскую букву b, немного вытянутую снизу. Иногда существует необходимость понизить ноту на целый тон; для этого применяется дубль-бемоль {\displaystyle \flat \flat }, образующийся либо просто выписыванием двух бемолей подряд, либо ещё и взятием их под одно ребро (горизонтальную черту). Крайне редко встречается и тройной бемоль (). Подробнее об использовании диеза, бемоля и бекара см. статью о знаках альтерации.
Также используется в специальных областях математики (под наименованием «бемоль») и означает опускание математического индекса.
В Юникоде присутствует символ ♭ (код U+266D). 

## История
В квадратной нотации имелось два знака, обозначавших высокий и низкий варианты ноты «си» (b), b rotundum (круглое b) или b molle (мягкое b), обозначавшее низкий вариант, и b quadratum (квадратное b) или b durum (твёрдое b), обозначавшее высокий. Из первого произошёл современный знак бемоля, из второго — бекара.
В прошлом использовался также знак бекар-бемоль {\displaystyle \natural \flat } для половинной отмены действия дубль-бемоля. В настоящее время для этого используется обычный бемоль.

## Галерея
- Изображение ноты ля-бемоль
- Изображение ноты со знаком дубль-бемоль